# گره‌های بی‌پایان

فرم رایج گره‌های بی پایان

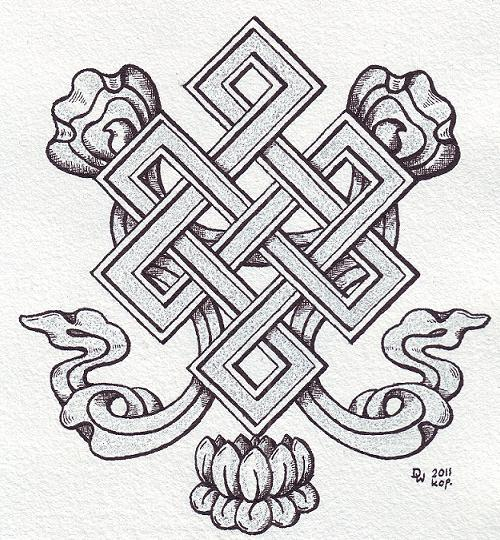
با تزئینات بیشتر

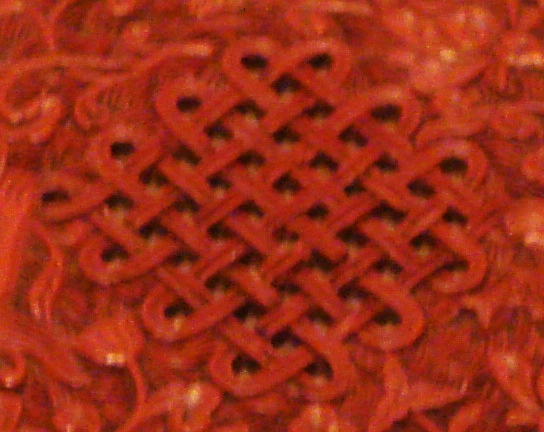
فرم پیچیده تر گره‌ها با حدودِ ۴۰۰ قدمت در یک ظرفِ چینی.

گره‌های بی پایان یا گره ابدی (سانسکریت: Shrivatsa. تبتی Dpal be'u) یک گره نمادین است و یکی از هشت نمادِ خوش‌یمنی می باشد. این نماد، یک شاخص مهم فرهنگی در مکان‌های تحتِ اثرِ بودیسم تبتی مانند تبت, مغولستان, تووا, قالموقستان و بوریاتیا است.